# Pysilhouette
Pysilhouetteとは、Karesansui Projectからリリースされたジョブマネージャーでジョブの管理監視を行うオープンソースソフトウェアである。ここでいうジョブマネージャーとは任意のコマンドなどをジョブとして管理、監視、実行する事を指す。
PysilhouetteはLinux上で動作する。クライアントはなくジョブ(コマンド)をデータベースに登録し利用する。
また、マルチホスト、ロールバック、ジョブグループなどの機能も有している。
0.7.0版から、新たにジョブのスレッド実行をサポートした。
なお、本プロジェクトのメンテナは、Kei FUNAGAYAMA、Taizo ITO、Kazuya Hayashi、Junichi Shinohara、Katsutoshi Nagaokaである。

## ソフトウェア構成
ソースコードはPythonで記述されている。
O/RマッパーにはSQLAlchemyを使用している。

## 機能
- ジョブマネージャーの監視
- 実行可能なコマンドのホワイトリスト
- ジョブタイムアウト
- ジョブのグルーピング
- ジョブ終了後の任意ジョブ実行
- マルチホスト
- ジョブのマルチスレッド実行

## 関連するソフトウェア
- Karesansui